# Hubert Kinz

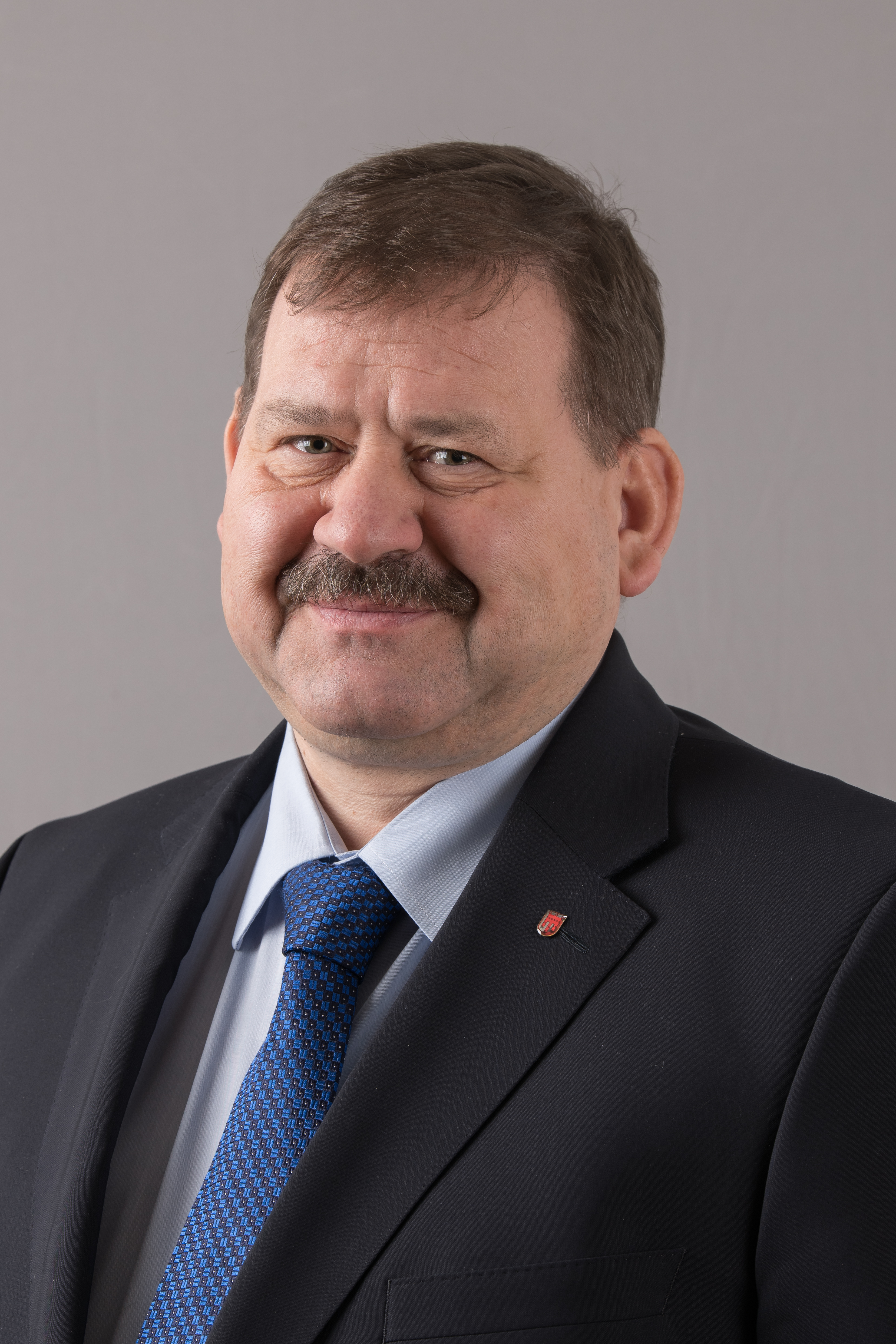
Hubert Kinz (2017)

Hubert Ferdinand Kinz (* 6. Oktober 1960 in Bregenz) ist ein österreichischer Politiker (FPÖ) und Rechtsanwalt. Kinz ist seit 2009 Abgeordneter zum Vorarlberger Landtag und seit 2024 dessen Vizepräsident.
Kinz ist beruflich als Rechtsanwalt, Hotelier, Wirt und Geschäftsführer des Gemeinschaftswarenhauses am Leutbühel (GWL) tätig. Er lebt in der Vorarlberger Landeshauptstadt Bregenz, ist verheiratet und Vater dreier Kinder.

## Ausbildung und Beruf
Hubert F. Kinz absolvierte die Volksschule (1967–1971) und das Bundesgymnasium Bregenz Gallusstraße (1971–1979) in Bregenz. Parallel dazu besuchte er von 1976 bis 1979 das Musikkonservatorium Bregenz zum Klavierunterricht. Ab 1979 studierte Kinz in der Folge Rechtswissenschaften an der Universität Innsbruck, wo er im Jahr 1983 die Promotion (Doktor) zum Doktor der Rechtswissenschaften erlangte. Bereits während seiner Studienzeit war er ab 1981 Studienassistent an der Juridischen Fakultät der Universität Innsbruck. Nach der Beendigung des Studiums absolvierte Kinz das Gerichtsjahr am Oberlandesgericht Innsbruck, am Landesgericht Feldkirch sowie am Bezirksgericht Bregenz.
1984 trat er in die Rechtsanwaltskanzlei seines Vaters, Hubert Kinz, ein, mit dem gemeinsam er ab 2. November 1988 eine Gemeinschaftskanzlei betrieb. Nach dem Ausscheiden seines Vaters 2001 führte Hubert F. Kinz die Bregenzer Rechtsanwaltskanzlei alleine. Seit dem Jahr 2000 unterrichtet er an der Landesberufsschule Dornbirn II als Teilzeitlehrer im Fach Rechtsfachkunde (bzw. Büroorganisation).

## Politischer Werdegang
Hubert F. Kinz entstammt einer politisch sehr aktiven Bregenzer Familie. Sein Vater Hubert Kinz war Vizebürgermeister, der Großvater Ferdinand Kinz Landtagsabgeordneter und Bürgermeister (bis 1929), ein weiterer Vorfahre, Anton Kinz, ebenfalls Bürgermeister (bis 1872).
Politisch ist Kinz zuerst ab 1976 im Ring Freiheitlicher Jugend und seit 1990 in der Freiheitlichen Wirtschaft aktiv. Er war in der Wirtschaftskammer Vorarlberg Spartenvertreter der Seilbahnwirtschaft im Wirtschaftsparlament, Obmann-Stellvertreter der Sparte Tourismus und Freizeitwirtschaft, Spartenvertreter in der Spartenkonferenz Tourismus und Freizeitwirtschaft und Ausschussmitglied in der Fachgruppe Hotellerie. Er war von 2002 bis 2009 Vorstandsmitglied im Hauptverband der Österreichischen Sozialversicherungsträger. Er ist in der Bundeskammer Ausschussmitglied im Fachverband der Hotellerie und Sprecher der Freien Wirtschaft. Seit 1990 ist er Mitglied bzw. Ersatzmitglied der Bregenzer Stadtvertretung. Außerdem ist er Vizepräsident des Internationalen Bodenseerates.
Nach der Landtagswahl 2009 wurde Hubert F. Kinz am 14. Oktober 2009 erstmals als Abgeordneter der FPÖ im Vorarlberger Landtag angelobt.